# Росноб
Росноб — село в Тляратинском районе Дагестана. Входит в состав сельского поселения сельсовет Саниортинский.

## География
Расположено в 8 км к юго-востоку от районного центра — села Тляратана правом берегу реки Аварское Койсу.

## Население
| 1869 | 1888 | 1895 | 1926 | 1939 | 1970 | 1989 |
| ---- | ---- | ---- | ---- | ---- | ---- | ---- |
| 27   | ↗34  | ↗44  | ↘26  | ↗33  | ↗115 | ↗186 |
| 2002 | 2010 | 2021 |      |      |      |      |
| ↗212 | ↗285 | ↘273 |      |      |      |      |